# SALT I
SALT I è la sigla utilizzata per la prima serie degli Strategic Armaments Limitations Talks, un progetto proposto nel 1967 dall'allora Presidente degli Stati Uniti Lyndon Johnson all'Unione Sovietica per la limitazione degli armamenti strategici.
Nel 1971 gli esperti dei due paesi convennero sul fatto che gli armamenti strategici erano i missili intercontinentali a lunga gittata (Icbm) e i missili antimissile (Abm), e previdero non tanto una limitazione quanto il congelamento del numero dei missili posseduti dalle due potenze.
Il 26 maggio 1972 ebbe luogo la firma del trattato Salt I che prevedeva in definitiva il congelamento del numero dei missili posseduti dalle due potenze.
Secondo tale accordo, il numero di vettori strategici veniva limitato secondo la seguente tabella:
| N. Vettori             | USA  | URSS |
| ---------------------- | ---- | ---- |
| ICBM                   | 1054 | 1618 |
| SLBM                   | 656  | 740  |
| Bombardieri strategici | 455  | 140  |

Veniva consentito l'uso di testate multiple MIRV e veniva fissato a 100 per parte il numero di vettori ABM dislocati in due diversi siti.
Il primo sito a protezione delle rispettive capitali ed il secondo a protezione di una base missilistica in modo da proteggere la possibilità del Presidente di ordinare un attacco di rappresaglia.
Come secondo sito gli USA scelsero la base dei Minuteman III sita nei pressi di Grand Forks, nel Nord Dakota in quanto proprio in tale base ebbe origine il programma americano ABM Safeguard.